# Ansonia (Connecticut)
Ansonia és una ciutat del Comtat de New Haven a l'estat de Connecticut dels Estats Units d'Amèrica.

## Demografia
Segons el cens del 2005 tenia 18.744 habitants. Segons el cens del 2000, Ansonia tenia 18.554 habitants, 7.507 habitatges, i 4.977 famílies. La densitat de població era de 1.188 habitants per km².
Dels 7.507 habitatges en un 31,4% hi vivien nens de menys de 18 anys, en un 46,1% hi vivien parelles casades, en un 15,6% dones solteres, i en un 33,7% no eren unitats familiars. En el 28,5% dels habitatges hi vivien persones soles el 12,3% de les quals corresponia a persones de 65 anys o més que vivien soles. El nombre mitjà de persones vivint en cada habitatge era de 2,46 i el nombre mitjà de persones que vivien en cada família era de 3,03.
Per edats la població es repartia de la següent manera: un 24,2% tenia menys de 18 anys, un 8,2% entre 18 i 24, un 31,5% entre 25 i 44, un 20,7% de 45 a 60 i un 15,5% 65 anys o més.
L'edat mediana era de 37 anys. Per cada 100 dones de 18 o més anys hi havia 86,9 homes.
La renda mediana per habitatge era de 43.026 $ i la renda mediana per família de 53.718 $. Els homes tenien una renda mediana de 30.747 $ mentre que les dones 28.517 $. La renda per capita de la població era de 20.504 $. Aproximadament el 6,2% de les famílies i el 7,6% de la població estaven per davall del llindar de pobresa.

## Poblacions properes
El següent diagrama mostra les poblacions més properes.